# Tất lỏng

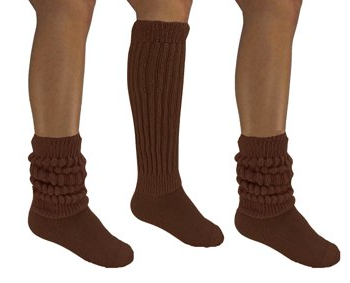
Tất lỏng

Tất lỏng (hay tất lười) là một loại vớ/tất có phần thân trên dày dặn và không co giãn, có thể được đẩy xuống thành các nếp gấp dày quanh mắt cá chân hoặc kéo lên đến đầu gối. Ở Nhật Bản, phong cách tất lỏng đã và đang được ưa chuộng bởi các nữ sinh trung học. Ở Hoa Kỳ, tất lỏng từng có xu hướng thịnh hành và đã trở nên lỗi thời từ những năm 1980.

## Mô tả
Tất lỏng là một loại tất có phần trên dày và không co giãn, có thể được đẩy xuống thành các nếp gấp dày quanh mắt cá chân hoặc kéo lên đến đầu gối. Tất lỏng thường có phần bàn chân được làm từ vải rất mỏng để khuyến khích việc mặc nhiều lớp tất.
Tất lỏng có hai biến thể chính. Một loại "đan phẳng" (Flat-knit) không đàn hồi và một loại dệt theo khuôn mẫu hoạ tiết "hai lần hai" (two-by-two). Thuật ngữ "flat-knit" bắt nguồn từ việc các nếp gấp của đôi tất mang vẻ ngoài vuông vắn. Tất lỏng "Rib-knit" được đặt tên như vậy do nếp gấp của chúng có hình dạng tròn.

## Lịch sử

### Nhật Bản
Loose socks (ルーズソックス rūzu sokkusu) là một kiểu tất rộng, được mặc bởi các nữ sinh trung học Nhật Bản, là một phần của văn hóa kogal. Kiểu tất này cũng trở nên phổ biến trong số thanh thiếu niên và sinh viên Hoa Kỳ yêu thích anime và manga Nhật Bản. Các loại tất này có nhiều kiểu dáng khác nhau, được xác định bởi hoạ tiết dệt phần trên của đôi tất. Hai kiểu phổ biến nhất là kiểu dệt 2×2 rib truyền thống (theo hình mô tả) và tất lỏng kiểu ống, có ống tất dài đến đùi, được kéo xuống quanh mắt cá chân. Một loại keo dán an toàn cho da gọi là "keo vớ" có thể được sử dụng để dán phần trên cùng của tất lên bắp chân để tránh cho tất không bị trượt xuống thành các nếp gấp và làm hỏng vẻ bề ngoài.

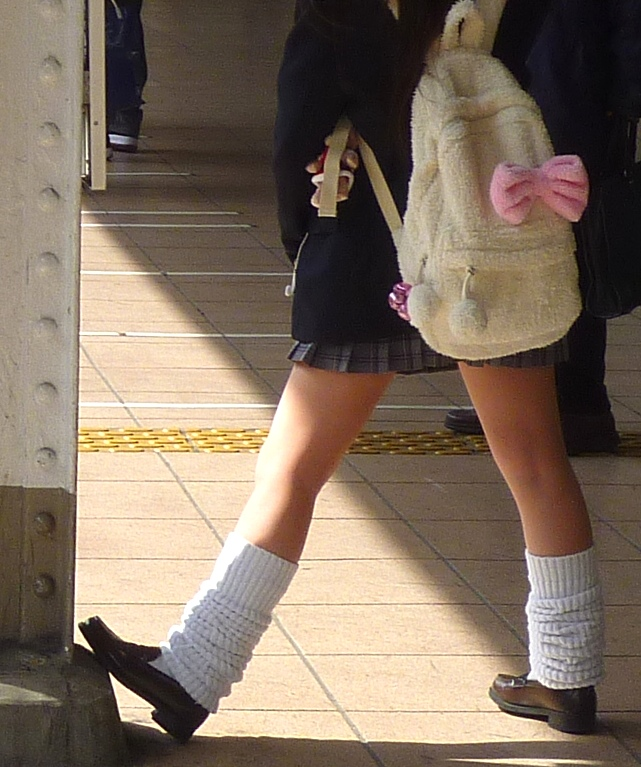
Tất lỏng tại Nhật Bản

Tất lỏng trở thành một phong cách thời trang vừa làm nổi bật bắp chân đầy đặn, vừa thể hiện sự phản đối, nổi loạn với quy định trang phục nghiêm ngặt của Nhật Bản đối với đồng phục học sinh. Chúng được sử dụng làm nguồn cảm hứng cho ngành nhiếp ảnh bởi Akira Gomi. Chúng cũng được sử dụng trong thời trang đường phố Nhật Bản như kogal và fairy kei.

### Hoa Kỳ
Tại Hoa Kỳ, tất lỏng trở nên thịnh hành lúc nổi lúc chìm kể từ những năm 1980.. Kể từ khoảng 1984 cho tới 1997, tất lỏng là một phụ trang thịnh hành cho trẻ em, thanh thiếu niên và người lớn bất kể giới tính.
Hai thương hiệp nổi tiếng nhất là Wigwam và E.G. Smith.
Nhiều phụ nữ và cô gái mặc tất lỏng màu đen, xanh lá chanh, xanh dương hoặc leggings các màu khác cùng tất lỏng trắng, giày thể thao sneaker và áo thun hoặc áo nỉ quá khổ như trang phục thường ngày hoặc trang phục tập thể dục. Các màu sắc khác như vàng pastel, xanh dương hoặc hồng nhạt cùng đen, đỏ, tím và xanh lục neon cũng được phổ biến. Nhiều cô gái, thanh thiếu niên, sinh viên và phụ nữ mặc vớ lỏng thường là mặc qua leggings hoặc đôi khi là quần nỉ, thường đi cùng giày Keds và áo thun quá khổ, áo nỉ và áo len, đôi khi kèm theo cổ lọ dưới áo nỉ (phổ biến), hoặc áo len. Hoặc là mặc tất lỏng cùng với váy babydoll, váy trượt ván hoặc quần đùi Bermuda cùng tất lỏng trắng Wigwam độn trên quần bó đen kèm với giảy Keds. Ngoài ra, tất lỏng cũng được mặc cùng với quần jeans hoặc quần lửng được cuốn hoặc gập lại, để lộ phần tất hoặc mặc qua quần jeans cạp chéo. Giày thuyền và giày sneaker thể thao đa năng cũng được mặc cùng tất lỏng.
 Nhiều phụ nữ, sinh viên, thanh thiếu niên và trẻ em mặc tất lỏng làm một phần của trang phục tập aerobic hoặc mặc lên leggings thể thao vào thời tiết lạnh để chạy và tập các môn thể thao khác.

Các cổ vũ viên cheerleader cũng mặc tất lỏng cùng với giày Keds làm một phần đồng phục của họ từ đầu đến giữa những năm 1990 cho đến khi tất lỏng bắt đầu được thay thế bằng tất cổ thấp crew hoặc tất cổ chân vào cuối thập niên 1990.
Những học sinh mặc đồng phục học đường cũng mặc tất lỏng cùng với váy, quần đùi, quần dài và giày thuyền hoặc giày lười. Thông thường là màu trắng hoặc màu theo trường học.
Các nam sinh, thanh thiếu niên, sinh viên và nam giới mặc tất lỏng cùng giày thuyền, giày sneaker thể thao vải Sperry trắng và giày thể thao đa năng khác với quần jeans hoặc quần lửng được cuốn hoặc gập lại để lộ tất ra, với quần đùi thông thường hoặc quần ngắn dạo phố, quần nỉ hoặc mặc qua leggings thể thao trong thời tiết lạnh để chạy đường dài và các môn thể thao khác.